# يو إف سي 293
يو إف سي 293: أديسانيا ضد ستريكلاند (بالإنجليزية: UFC 293: Adesanya vs. Strickland) هو حدث لفنون القتال المختلطة نظمته يو إف سي، وأُقيم في 10 سبتمبر 2023، على سيدني سوبر دوم في سيدني، نيوساوث ويلز، أستراليا.

## النتائج
1. ↑  على لقب بطولة يو إف سي للوزن المتوسط.
2. ↑  تم خصم نقطة واحدة لماثيثا في الجولة الثالثة بسبب الضربات المتكررة في الفخذ.

## الجوائز الإضافية
حصل المقاتلون التاليون على مكافآت قدرها 50 ألف دولار.
- قتال الليلة: مانيل كيب ضد فيليبي دوس سانتوس
- أداء الليلة: شون ستريكلاند وجاستن تافا